# Vega Chica
Vega Chica är en ort i Mexiko.   Den ligger i kommunen Altotonga och delstaten Veracruz, i den sydöstra delen av landet, 210 km öster om huvudstaden Mexico City. Vega Chica ligger 1 709 meter över havet och antalet invånare är 139.
Terrängen runt Vega Chica är bergig åt sydost, men åt nordväst är den kuperad. Runt Vega Chica är det ganska tätbefolkat, med 129 invånare per kvadratkilometer. Närmaste större samhälle är Atzalan, 7,8 km nordväst om Vega Chica. I omgivningarna runt Vega Chica växer i huvudsak städsegrön lövskog.